# Egy éj Miamiban…
Az Egy éj Miamiban…  (eredeti cím: One Night in Miami...) 2020-ban bemutatott amerikai történelmi filmdráma, Regina King elsőfilmes rendezése. A forgatókönyvet Kemp Powers írta, One Night in Miami című színdarabja alapján. A főbb szerepekben Kingsley Ben-Adir, Eli Goree, Aldis Hodge, Leslie Odom Jr., Lance Reddick, Joaquina Kalukango, Nicolette Robinson és Beau Bridges látható.
Világpremierje 2020. szeptember 7-én volt a 77. Velencei Nemzetközi Filmfesztiválon. Ez volt az első alkalom, hogy egy afroamerikai rendezőnő művét bemutatták a rendezvényen. 2020. december 25-én az Amazon Studios forgalmazásában korlátozott számú moziban is vetítették, majd 2021. január 15-én digitális formátumban az Amazon Prime Video műsorkínálatába is bekerült.
A film pozitív kritikákat kapott, főként King rendezése, a színészi játék (különösen Ben-Adir és Odom alakításai), valamint Powers forgatókönyve miatt. A 93. Oscar-gálán három kategóriában jelölték díjra: legjobb férfi mellékszereplő (Odom), legjobb adaptált forgatókönyv és legjobb eredeti dal ("Speak Now"). King a legjobb rendezőnek járó Golden Globe-díjra is jelölést szerzett.

## Cselekmény
A film kitalált beszámoló Malcolm X polgárjogi aktivista, Muhammad Ali ökölvívó, Jim Brown amerikaifutball-játékos és Sam Cooke énekes találkozásáról. 1964. február 25-én egy hotelszobában az afroamerikai polgárjogi mozgalomról és az abban betöltött szerepükről társalognak. 

## Szereplők
| Szerep                   | Színész               | Magyar hang     |
| ------------------------ | --------------------- | --------------- |
| Malcolm X                | Kingsley Ben-Adir     | Kálid Artúr     |
| Cassius Clay             | Eli Goree             | Ember Márk      |
| Jim Brown                | Aldis Hodge           | Pál András      |
| Sam Cooke                | Leslie Odom Jr.       | Welker Gábor    |
| Kareem testvér           | Lance Reddick         | Papucsek Vilmos |
| Jamaal                   | Christian Magby       | Baráth István   |
| Betty X                  | Joaquina Kalukango    |                 |
| Barbara Cooke            | Nicolette Robinson    |                 |
| Angelo Dundee            | Michael Imperioli     | Koncz István    |
| Drew Bundini Brown       | Lawrence Gilliard Jr. | Rába Roland     |
| Mr. Carlton              | Beau Bridges          | Papp János      |
| Emily Carlton            | Emily Bridges         |                 |
| Jackie Wilson            | Jeremy Pope           |                 |
| Johnny Carson            | Christopher Gorham    |                 |
| Elijah Muhammad          | Jerome A. Wilson      |                 |
| L.C. Cooke, Sam testvére | Amondre D. Jackson    |                 |
| Sonny Liston             | Aaron D. Alexander    |                 |
| Myron Cohen              | Randall Newsome       | Karsai István   |
| Ed McMahon               | Alan Wells            |                 |
| Henry Cooper             | Sean Monaghan         |                 |

## Fogadtatás

### Kritikai visszhang
A Rotten Tomatoes weboldalon a film 346 kritikát összegezve 98%-os értékelésen áll. A szöveges értékelés szerint „Megrendítően erőteljes reflexió legendás alakokról… Regina King ebben a nagyjátékfilmes rendezői debütálásában teljes mértékben ura mesterségének.”

## Fordítás
- Ez a szócikk részben vagy egészben  az   One Night in Miami... című angol Wikipédia-szócikk ezen változatának fordításán alapul.  Az eredeti cikk szerkesztőit annak laptörténete sorolja fel. Ez a jelzés csupán a megfogalmazás eredetét és a szerzői jogokat jelzi, nem szolgál a cikkben szereplő információk forrásmegjelöléseként.